# Кобра (телесериал)
«Кобра» (англ. Cobra) — американский телесериал-боевик, созданный Стивеном Дж. Кеннелом и транслировавшийся с 1993 по 1994 год. В главной роли — Майкл Дудикофф. Всего вышло 22 эпизода, после чего сериал был закрыт.
В 2009 году компания Mill Creek Entertainment выпустила DVD-издание телесериала.

## Сюжет
Роберт «Скандал» Джексон — бывший боец элитного подразделения SEAL, которому пришлось дезертировать из армии после отказа взорвать вражеский командный центр, в котором находились гражданские лица. Он сбегает на Аляску, меняет имя и внешность и становится учителем в небольшом сообществе инуитов. Но вскоре прошлое настигает его и Роберта расстреливают, обезобразив его лицо. Через три недели он приходит в себя в больнице с новым лицом и получает шанс начать новую жизнь благодаря женщине по имени Даниэль ЛаПойнт.
Даниэль предлагает ему работу в «Кобре», секретном агентстве по борьбе с преступностью, которым управляет бывший агент ФБР Даллас Кассель. Кассель делает Роберту предложение, от которого тот не может отказаться: найти преступника, который пять лет назад убил его отца. Джексону остаётся лишь сесть в свой классический спорткар AC Cobra и ехать в вымышленный городок под названием Bay City.

## В ролях
- Майкл Дудикофф — Роберт «Скандал» Джексон
- Эллисон Хоссак — Даниэль ЛаПойнт
- Джеймс Толкан — Даллас Кассель

## Производство
Съёмки проводились в Ванкувере, Британская Колумбия. В сериале используется музыка канадской группы Saga.